# William Foxwell Albright
Pour les articles homonymes, voir Albright.
William Foxwell Albright (24 mai 1891 - 19 septembre 1971) est un archéologue américain, un bibliste, un philologue des langues sémitiques et un spécialiste de céramiques. Du début du XXe siècle jusqu'à sa mort, il est le leader des archéologues bibliques et le fondateur reconnu du mouvement de l'archéologie biblique. Son élève George Ernest Wright suit ses pas dans la conduite du mouvement tandis que d'autres de ses étudiants, notamment Frank Moore Cross, Raymond E. Brown ou David Noel Freedman deviennent des universitaires de classe internationale dans l'étude de la Bible, du Proche-Orient ancien, de l'épigraphie et de la paléographie sémitique.

## Biographie
Albright, né à Coquimbo, au Chili, est l'aîné des six enfants du méthodiste évangélique Wilbur Finley Albright et de la cornique américaine Zephine Viola Foxwell. C'est un ancien élève de l'Upper Lowa University. Il épouse en 1921 avec le Dr Ruth Norton et a quatre fils. Il reçoit son doctorat de l'université Johns-Hopkins en 1916 puis y devient professeur en 1927 avant d'occuper la chaire en langue sémitique succédant à W.W. Spence de 1930 à sa retraite en 1958. Il est aussi directeur de l'American Schools of Oriental Research à Jérusalem de 1922-1929 puis de 1933 à 1936. Il accomplit là, en Palestine, d'importants travaux archéologiques par exemple à Gibeon (Tel el-Fûl, 1922) où à Tell Beit Mirsim (1933-1936).

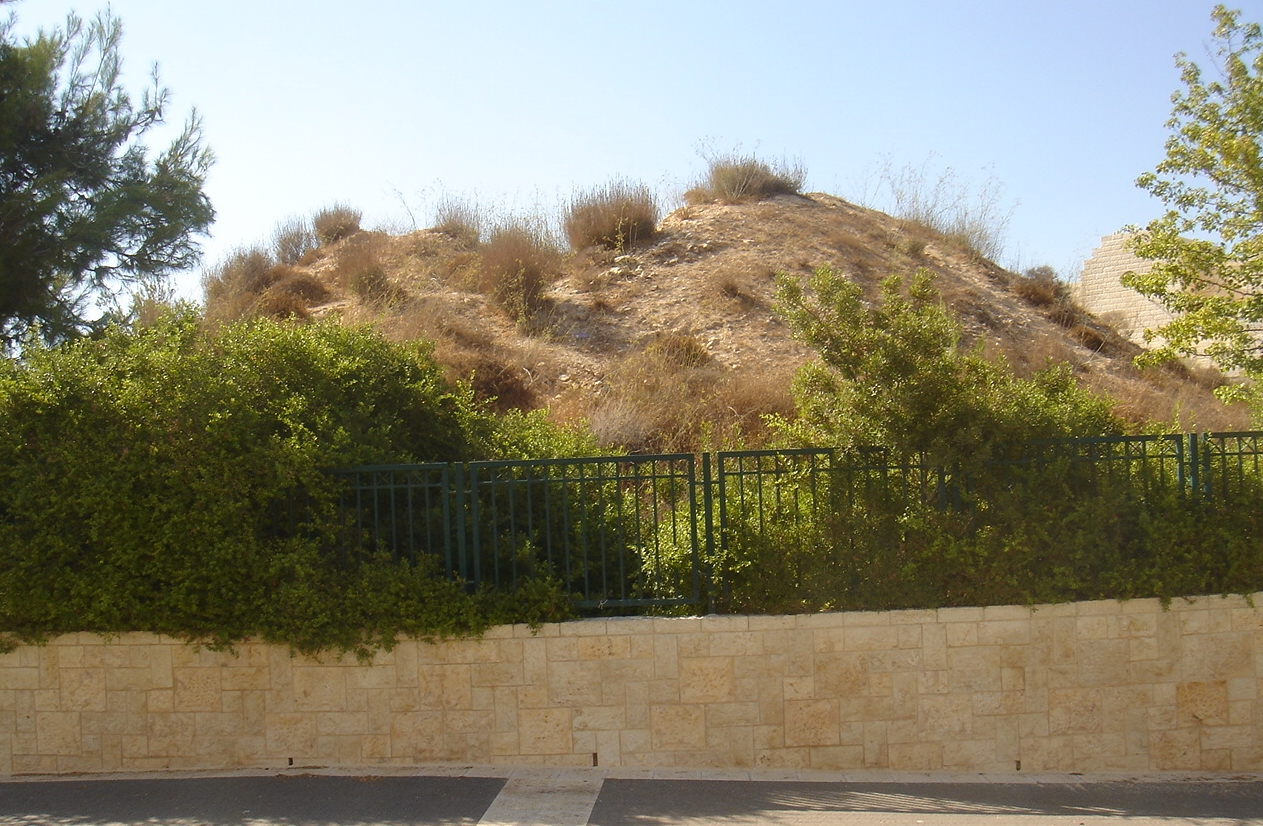
Tumulus 2 (Jérusalem), trouvaille de W.F. Albright en 1923. Les tranchées sont toujours visibles au-dessus de la structure.

Albright se fait connaître du public pour le rôle qu'il a dans l'authentification des manuscrits de la mer Morte en 1948 tandis que sa réputation universitaire en fait le pratiquant et le théoricien incontesté de l'archéologie biblique cette branche de l'archéologie qui éclaire sur « la structure sociale et économique, les concepts religieux, les activités humaines et autres relations qui apparaissent dans la Bible ou qui s'applique aux peuples qui y sont mentionnés. » Albright n'est pas cependant un bibliste littéraire. Son Yahweh and the Gods of Canaan, par exemple, avance que la religion des Israélites a évolué du polythéisme au monothéisme d'un dieu agissant dans l'histoire, ce qui est pleinement en accord avec l'hypothèse documentaire et avec la grande majorité des opinions des exégètes critiques de la Bible des deux siècles précédents.
Bien que primitivement archéologue biblique, Albright est un esprit universel qui influence la plupart des champs d'études du Proche-Orient. Par exemple, en 1953, il publie une étude intitulée Nouvelle lumière sur la chronologie de l’Égypte et sur l'Histoire d'Israël et Juda dans laquelle il établit que Sheshonq Ier (dans la Bible Sesaq ou Shishak) prend le pouvoir entre 945 et 940 av. J.-C.
Auteur prolifique, ses travaux majeurs sont Yahweh and the Gods of Canaan, The Archaeology of Palestine: From the Stone Age to Christianity et The Biblical Period from Abraham to Ezra. De plus, il révise l'Anchor Bible notamment le livre de Jérémie, l'Évangile selon Matthieu et l'Apocalypse.
Toute sa vie, Albright est honoré par de nombreux prix, titres honorifiques et médailles. Il est le premier non-juif à recevoir le titre de (en) Worthy One of Jerusalem en 1969. Il est élu membre de l'Académie américaine des arts et des sciences 1956. Après sa mort, son héritage intellectuel se perpétue avec de nombreux universitaires qui deviennent spécialistes de domaine de recherche dans lesquels Albright fut pionnier. L'American Schools of Oriental Research est aujourd'hui connu sous le nom de Albright Institute of Archaeological Research, en l'honneur de ses contributions dans ce domaine.

## Influence et postérité
Les publications d'Albright dans la revue American Schools of Oriental Research en 1932, ses fouilles du Tel Bir Mirsim, et ses descriptions des strates archéologiques du Bronze et du Fer de 1938 à 1943 ont marqué d'une forte empreinte l'échelle des datations basées sur la céramique qui est, à quelques exceptions près, toujours d'actualité : "Avec ses travaux, Albright a conduit l'archéologie israélienne à la science en comparaison de ce qu'il y avait autrefois : des fouilles dans lesquelles les artefacts étaient plus ou moins bien attribués dans un quelconque cadre chronologique aussi général que souvent profondément faux."
Comme éditeur du Bulletin of the American Schools of Oriental Research entre 1931 et 1968, Albright influence l'érudition biblique et l'archéologie palestinienne. Albright utilise de son influence pour défendre l'archéologie biblique dans laquelle la tâche des archéologues est "d'illustrer, de comprendre et, dans leurs plus grands excès, de « prouver » la Bible." En cela, l'éducation américaine évangéliste d'Albright est clairement apparente. Il affirme, par exemple, « que les épisodes de la Genèse sont globalement historiques et qu'il n'y a pas de raison de douter de la justesse des détails biographiques » (de figures telle Abraham par exemple). De la même manière il affirme que l'archéologie a prouvé l'historicité du livre de l'Exode et de la conquête de Canaan décrite dans le livre de Josué et dans le livre des Juges.
Depuis sa mort, les méthodes et conclusions d'Albright sont de plus en plus remises en question. Son collègue William G. Dever note que "les thèses centrales d'(Albright) sont dépassées en partie par les avancées de l'exégèse critique mais surtout par les recherches d'archéologiques américains et israéliens qu'il a lui-même encouragées et guidées... L'ironie est que, sur le long terme, il aura été l'archéologue "séculier" à avoir le plus contribué aux études bibliques, pas à l'archéologie biblique."
Le bibliste universitaire Thomas L. Thompson soutient que les méthodes de l'archéologie biblique sont passées de mode : "les interprétations de Wright et Albright ne sont en rien objectives et procèdent d'une méthodologie qui déforme les données en sélectionnant celles qui sont difficilement représentatives, qui ne tient pas compte de l'énorme manque de données pour l'histoire du début du deuxième millénaire et qui, délibérément, établissent des hypothèses avec des textes bibliques non valides, démontrées par d'absurdes méthodes mathématiques comme la 'balance des probabilités'...".

## Œuvres
- The Archaeology of Palestine: From the Stone Age to Christianity (1940[15]/rev.1960)
- Views of the Biblical World. Jerusalem: International Publishing Company J-m Ltd, 1959.
- Yahweh and the Gods of Canaan: An Historical Analysis of Two Contrasting Faiths (1968)
- The Biblical Period from Abraham to Ezra
- William F. Albright, « Interesting finds in tumuli near Jerusalem », Bulletin of the American Schools of Oriental Research, vol. 10, no avril,‎ 1923, p. 1–3 (DOI 10.2307/1354763, JSTOR 1354763)
- William F. Albright, « New Light from Egypt on the Chronology and History of Israel and Judah », Bulletin of the American Schools of Oriental Research, vol. 130, no 130,‎ 1953, p. 4–11 (DOI 10.2307/3219011, JSTOR 3219011)